# Verbeatîn, Buceaci
Verbeatîn (în ucraineană Верб'ятин) este un sat în comuna Ozereanî din raionul Buceaci, regiunea Ternopil, Ucraina.

## Demografie
Componența lingvistică a localității Verbeatîn
     Ucraineană (100%)
Conform recensământului din 2001, toată populația localității Verbeatîn era vorbitoare de ucraineană (100%).